# City of Evil
City of Evil este al treilea album de studio al Avenged Sevenfold, lansat la 6 iunie 2005 de casa de discuri Warner Bros. Records. Co-produs de Andrew Murdock, City of Evil conține un sunet de heavy metal și hard rock mai tradițional decât cel de-al doilea album al lui Avenged Sevenfold, care a prezentat un sunet predominant de metalcore.

## Lista cântecelor
| Nr.             | Titlu                   | Lungime |  |
| 1.              | „Beast and the Harlot”  | 5:42    |  |
| 2.              | „Burn It Down”          | 5:00    |  |
| 3.              | „Blinded in Chains”     | 6:34    |  |
| 4.              | „Bat Country”           | 5:13    |  |
| 5.              | „Trashed and Scattered” | 5:53    |  |
| 6.              | „Seize the Day”         | 5:32    |  |
| 7.              | „Sidewinder”            | 7:01    |  |
| 8.              | „The Wicked End”        | 7:10    |  |
| 9.              | „Strength of the World” | 9:14    |  |
| 10.             | „Betrayed”              | 6:47    |  |
| 11.             | „M.I.A.”                |         |  |
| Lungime totală: | Lungime totală:         | 72:43   |  |

## Legături externe
- Versurile complete ale acestei piese pe MetroLyrics: Burn it down